# Emile Tibbaut

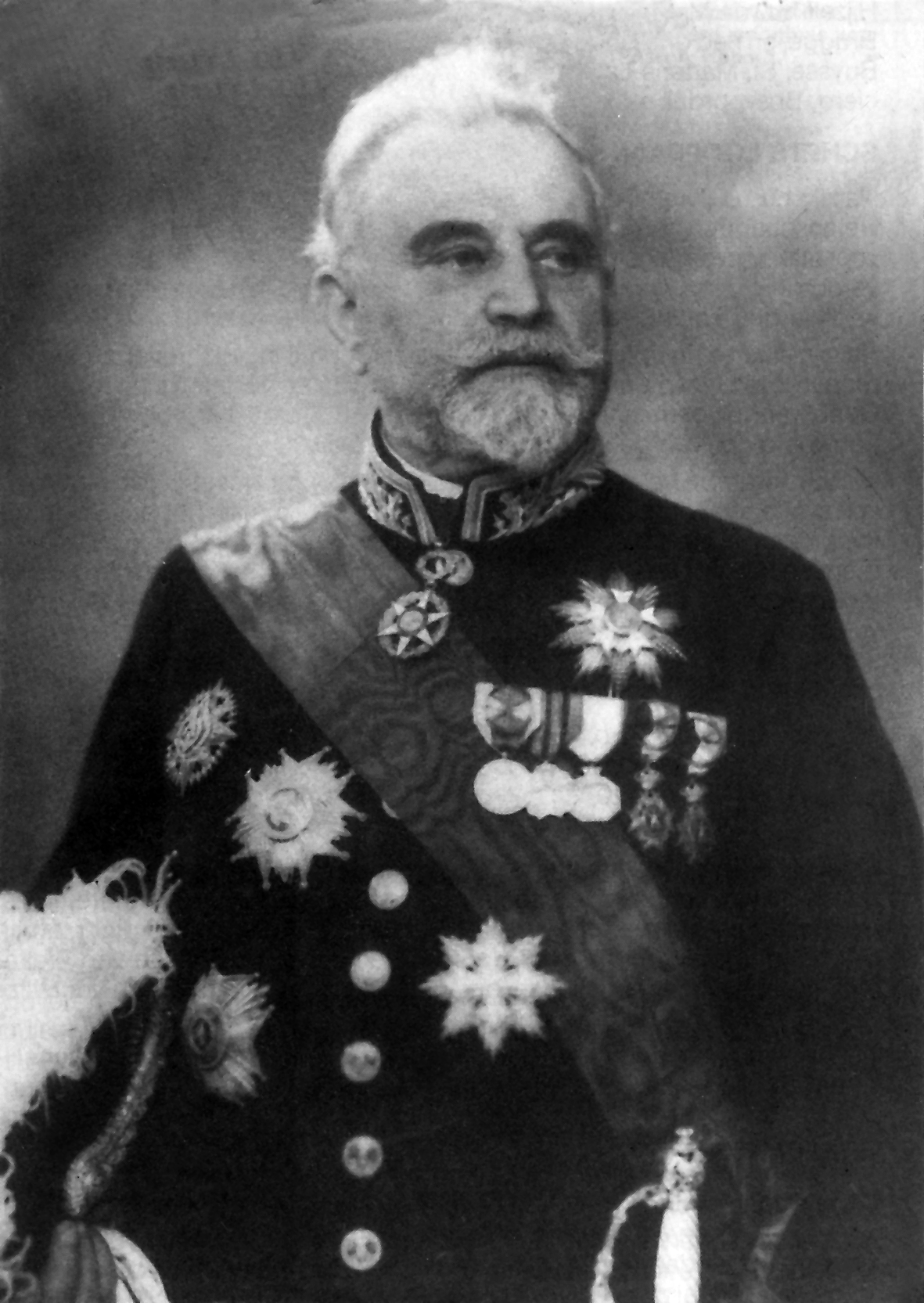
Baron Emile Tibbaut

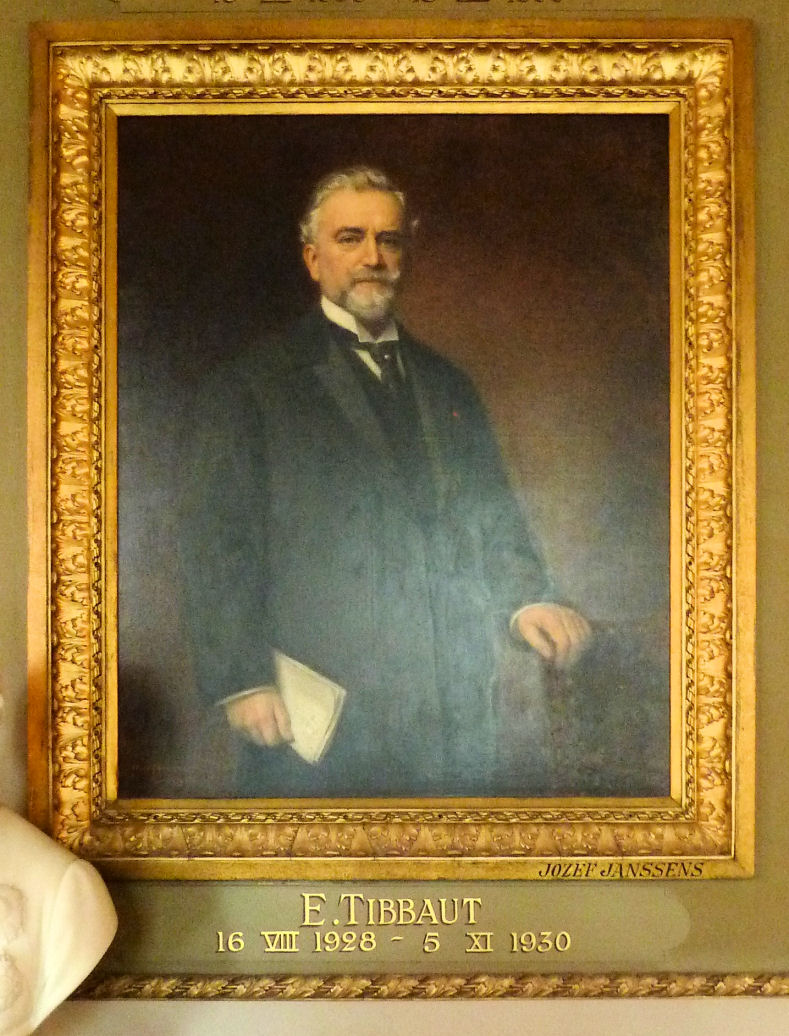
Portret door Jozef Janssens de Varebeke

Emile Louis Marie Tibbaut (Kalken, 15 juni 1862 - Parijs, 19 december 1935) was een Belgisch politicus voor de Katholieke Partij.

## Biografie

### Familie
Baron Emile Tibbaut was een zoon van Adolphe Tibbaut, notaris in Kalken, en Antoinette De Vuyst. Hij trouwde in 1889 in Brugge met Marguerite Herman (1860-1940), dochter van Gustave Herman, procureur des konings in Brugge, en Joséphine Winderickx. Ze kregen een zoon en twee dochters:
- Madeleine Tibbaut (1891-1963), trouwde in 1919 in Sint-Joost-ten-Node met baron Alfred Leclercq (1887-1974), cavaleriekolonel, zoon van Mathieu Leclercq, luitenant-generaal. Ze kregen twee zoons en vier dochters, met afstammelingen tot heden.
- Gustave Tibbaut (1892-1936), voorzitter van het hof van beroep van Brussel, trouwde in 1924 in Brussel met Jacqueline Rolin (1902-1975), dochter van baron Léon Rolin, ondernemer. Ze kregen vier zoons, met afstammelingen tot heden.
- Gilberte Tibbaut (1896-1975), trouwde in 1922 in Sint-Joost-ten-Node met jhr. Alfred Buysse (1892-1957), industrieel, zoon van Georges Buysse, kunstschilder. Ze kregen twee zoons en twee dochters, met afstammelingen tot heden.

Hij was een neef van Edmond Rubbens, volksvertegenwoordiger, minister, voorzitter van het Algemeen Christelijk Werknemersverbond en voorzitter van het Katholiek Verbond van België.

### Loopbaan
Na humaniorastudies aan het Sint-Jozefscollege te Aalst studeerde Tibbaut rechten aan de Katholieke Universiteit Leuven en promoveerde tot doctor in de rechten. Hij vestigde zich als advocaat in Gent. Hij was er onder meer de raadsman van de Antisocialistische Werkliedenbond Het Volk.
Hij was Gents gemeenteraadslid van 1896 tot 1899. In 1898 werd hij verkozen tot katholiek volksvertegenwoordiger voor het arrondissement Dendermonde, als kandidaat van de christelijke arbeidersbeweging, en vervulde dit mandaat tot aan zijn dood. Van 1918 tot 1928 was hij ondervoorzitter en van 1928 tot 1930 voorzitter van de Kamer van volksvertegenwoordigers.
In 1908, onder de regering-Schollaert, was Tibbaut rapporteur voor de wet over de aanvaarding van de Vrijstaat Congo als Belgische kolonie, een overstap die hij ten zeerste genegen was. In 1909 volbracht hij een lange studiereis door Congo, die hem enthousiast maakte over dit land en maakte dat hij voortaan grote belangstelling voor de grote problemen in de kolonie betoonde, in het bijzonder voor de ontwikkeling van de inlandse landbouw. In het parlement werd hij voorzitter van de Commissie voor Belgisch-Congo.
In 1912 was hij medeoprichter van de Société de colonisation agricole am Maymbé, waar hij voorzitter van werd (1912-1930). Hij stichtte de Société d'Assistance sociale en de Association d'Agronomie tropicale. Hij werd voorzitter van het permanent comité van het Koloniaal Congres en ook van de Association d'agronomie tropicale et subtropicale, opgericht door minister van Koloniën Louis Franck.
Tijdens de Eerste Wereldoorlog was Tibbaut voorzitter van de Hoge Landbouwraad en de sectie Landbouw van het Nationaal Hulp- en Voedingscomité.
In 1922 werd hij in de erfelijke adel opgenomen met de bij eerstgeboorte overdraagbare titel van baron. In 1930 werd hij minister van Staat.
Hij werd begraven in Overmere, waar hij in de dorpsstraat (later naar hem Baron Tibbautstraat genoemd), een neoclassicistische herenwoning bezat, waar hij tijdens de weekends en de zomermaanden verbleef, terwijl hij tijdens de parlementaire zittingsperioden in Sint-Joost-ten-Node woonde. In 1957 werd aan de gevel van het huis in Overmere een gedenkplaat geplaatst die aan hem herinnert. In 2014 werd de woning als monument beschermd.
In Berlare werd een gebouw met sociale appartementen in 2012 naar hem genoemd.

## Publicaties
- Les étapes de la mutualité rurale, Brussel, 1903.
- Exposé de la question caprine en Belgique, Brussel, 1903
- Krediet voor de kleine burgerij, Gent, 1906.
- L'œuvre du coin de terre. Manuel de propagande, Brussel, 1907.
- La réassurance-maladie en Belgique, Brussel, 1907.
- De sluimerende krachten van den buiten, Gent, 1908.
- Nos missionnaires au Congo, Brussel, 1910.
- Les missionnaires ont droit à la vérité!, Brussel, 1914.
- L'action agricole et sociale de lord Leverhulme au Congo, Brussel, 1926.